# Werbekostenzuschuss
Der Werbekostenzuschuss (Abkürzung: WKZ) ist ein Geldbetrag oder Gratisware, der Handelsunternehmen vom Hersteller oder Lieferanten für Werbezwecke überlassen wird. Der Werbekostenzuschuss dient dem Handel zur Finanzierung eigener Werbekosten und Verkaufsförderungsmaßnahmen, bei denen die Produkte und Leistungen der betreffenden Hersteller besondere Beachtung finden. Für den Werbekostenzuschuss wird eine WKZ-Vereinbarung als vertragliche Grundlage unterzeichnet.
Der WKZ gewährende Lieferant überlässt die Verantwortung für Werbeaktivitäten weitgehend seinem Handelspartner. Zugleich aber nimmt er dafür eine eingeschränkte Kontrolle über die Verwendung der Mittel in Kauf.
Die Handelsunternehmen nutzen den Werbekostenzuschuss häufig zu Aktionen des Handelsmarketings wie etwa Sonderangeboten.

## WKZ und Einstandspreis im Wettbewerbsrecht
Aufgrund des Einflusses auf die Preisbildung spielen WKZ eine wichtige Rolle im Rahmen des deutschen Wettbewerbsrechts.
So verhängte das Bundeskartellamt im Rahmen einer Reihe von Verfahren wegen „Verkaufs unter Einstandspreis“ Anfang 2007 ein Bußgeld gegen die Drogeriekette Rossmann. Dabei entscheidet die Art der Einbeziehung der WKZ über die Beurteilung der bemängelten Verkaufspreise. Während das Kartellamt die gewährten WKZ proportional auf das gesamte Sortiment des Lieferanten umgelegt sehen möchte und auf diese Weise im Jahr 2005 bei 55 Produkten von Rossmann einen verbotenen regelmäßigen Verkauf unter Einstandspreis feststellte, argumentiert das Unternehmen, die Nachlässe kämen im wörtlichen Sinne nur beworbenen Artikeln zugute, die somit erheblich niedrigere Einstandspreise hätten, als das Kartellamt unterstelle.
Nach Abweisung des Widerspruchs gegen den Bußgeldbescheid erhob das Unternehmen dagegen Klage. Letztlich obsiegte Rossmann vor dem OLG Düsseldorf und dem BGH.
Die Art der Berücksichtigung von WKZ ist auch staatlicherseits umstritten. So spricht sich die Monopolkommission der Bundesregierung mit ausdrücklichem Bezug auf den Fall Rossmann anders als das Kartellamt für eine freie Entscheidung des Anbieters bei der Zurechnung der WKZ aus.

## Fälschliche Einordnung als WKZ
Der Begriff war seit einigen Jahren außerdem durch seine verschleiernde Verwendung im Bereich der Geteilte-Kosten-Dienste (0180-Rufnummerngasse) geprägt. Hier sollten der ursprünglichen Bezeichnung entsprechend sich Anrufer und Dienstanbieter die Kosten der Verbindungsentgelte teilen und keine Rückvergütungen der Netzbetreiber an die Dienstanbieter erfolgen. Gemäß den Zuteilungsregeln der Bundesnetzagentur waren WKZ deshalb unzulässig. Durch sinkende Preise bedingt nahmen jedoch immer häufiger Netzbetreiber Auszahlungen an die Dienstanbieter vor – als „Werbekostenzuschuss“ für die mehr oder minder prominente Nennung bei der Publizierung der Sonderrufnummern deklariert.
Dieses Problem wurde im Mai 2009 dadurch gelöst, dass eine Änderung des Telekommunikationsgesetzes das Prinzip „Geteilte Kosten“ aufgab und die 0180-Rufnummern in Service-Dienste umbenannt wurden.
Darüber hinaus wird landläufig eine Zielerreichungsprämie, die einem Handelspartner bei Überschreitung des Zielumsatzes bzw. -rohgewinns gewährt wird, unrichtig als WKZ bezeichnet.